# Niederweis
Niederweis ist eine Ortsgemeinde im Eifelkreis Bitburg-Prüm in Rheinland-Pfalz. Sie gehört der Verbandsgemeinde Südeifel an.

## Geographie
Niederweis liegt am Rande des Naturparks Südeifel an der Nims. Im Bereich des Ortes münden der Diefen-, Nuß- und Daufenbach in diesen Nebenfluss der Prüm. Zur Gemeinde gehören auch die Wohnplätze Eichelhof, Höhjunk, Mühle, Waldhaus und Sonnenhof.

## Geschichte

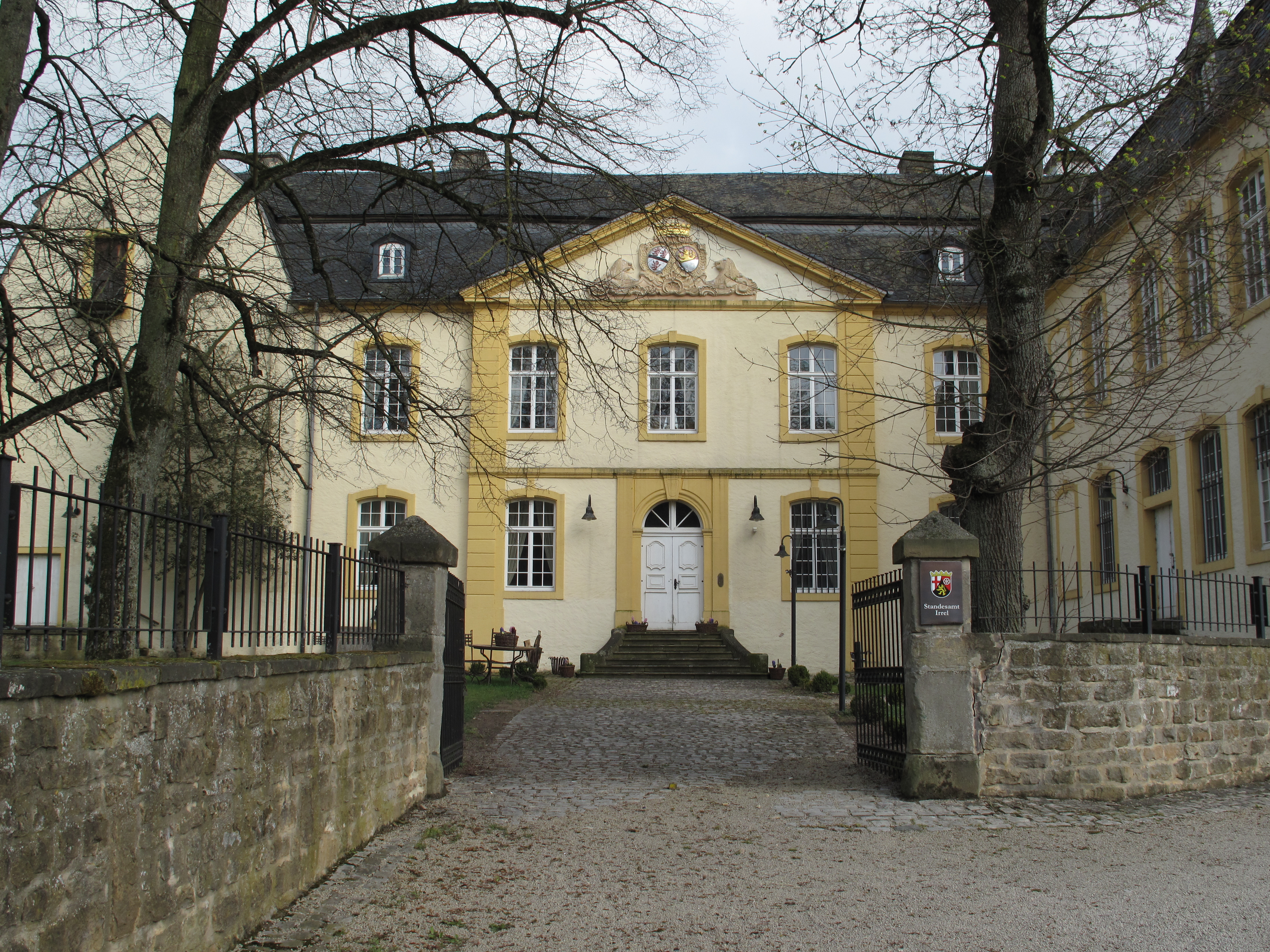
Schloss Niederweis

Eine prähistorische Besiedlung der Gemarkung um das heutige Niederweis ist durch Waffen-, Gefäß- und Grabfunde belegt ebenso wie eine römische Siedlung. Im Bereich der Grabfunde wurden insgesamt drei Entdeckungen gemacht. Zum einen ein Brandgräberfeld (Nekropole) aus römischer Zeit südwestlich des Ortes, zum anderen ein ausgedehntes Grabhügelfeld der Urnenfelderkultur südöstlich von Niederweis (teilweise auch auf der Gemarkung von Kaschenbach) und schließlich einzelne römische Gräber südöstlich von Niederweis. Letztere wurden 1890 entdeckt. Nach Angaben handelte es sich unter anderem um eine Brandbestattung in einer Aschenkiste.
In der Gründungszeit der Abtei Echternach vermachte ein Martheus der Abtei ein Grundstück zwischen „Wys“ und Edingen. Im Jahre 801 schenken dann Harduwin und seine Gemahlin, reiche Grundherren im Bidgau wiederum der Abtei ihr Besitztum in „Wis quod situm est super fluvio Prumia“. Zwischen 861 und 867 werden weitere Grundbesitzer, zusammen mit Edingen, genannt.
Bis zum Ende des 18. Jahrhunderts gehörte der Ort zur luxemburgischen Propstei Echternach. Von 1795 bis 1814 gehörte Niederweis zum französischen Departement der Wälder, bevor es aufgrund der 1815 auf dem Wiener Kongress getroffenen Vereinbarungen dem Königreich Preußen zugeordnet wurde. Unter der preußischen Verwaltung wurde Niederweis der Bürgermeisterei Alsdorf im 1816 neu errichteten Kreis Bitburg im Regierungsbezirk Trier zugeordnet, der von 1822 an zur Rheinprovinz gehörte. Im Jahr 1914 kam Niederweis zur Bürgermeisterei Wolsfeld, (ab 1927 Amt Wolsfeld), 1970 zur Verbandsgemeinde Irrel und 2014 zur Verbandsgemeinde Südeifel.
Statistik zur Einwohnerentwicklung
Die Entwicklung der Einwohnerzahl von Niederweis, die Werte von 1871 bis 1987 beruhen auf Volkszählungen:
| Jahr | Einwohner |
| ---- | --------- |
| 1815 | 166       |
| 1835 | 250       |
| 1871 | 249       |
| 1905 | 287       |
| 1939 | 304       |
| 1950 | 300       |

| Jahr | Einwohner |
| ---- | --------- |
| 1961 | 290       |
| 1970 | 267       |
| 1987 | 239       |
| 2005 | 216       |
| 2011 | 236       |
| 2017 | 263       |

## Politik

### Gemeinderat
Der Gemeinderat in Niederweis besteht aus sechs Ratsmitgliedern, die bei der Kommunalwahl am 9. Juni 2024 in einer Mehrheitswahl gewählt wurden, und dem ehrenamtlichen Ortsbürgermeister als Vorsitzendem.

### Ortsbürgermeister
Arno Thies wurde am 29. Juli 2019 Ortsbürgermeister von Niederweis. Bei der Direktwahl am 26. Mai 2019 war er mit einem Stimmenanteil von 61,59 % zum Ortsbürgermeister gewählt worden. Da für die Direktwahl am 9. Juni 2024 kein Wahlvorschlag eingereicht wurde, oblag die Neuwahl des Bürgermeisters gemäß rheinland-pfälzischer Gemeindeordnung dem Rat, der auf seiner konstituierenden Sitzung am 4. Juli 2024 Arno Thies für weitere fünf Jahre in seinem Amt bestätigte.
Der Vorgänger von Thies, Christof Schackmann, hatte das Amt von 1989 bis 2019 ausgeübt.

### Wappen
| Wappen von Niederweis | Blasonierung: „Schild silber geviert durch ein rotes Kreuz belegt mit einem goldenen Glevenkreuz, in 1 eine schrägrechte blaue Schwurhand, in 2 ein schräglinkes schwarzes Blatt, in 3 eine schräglinke schwarze Ähre, in 4 ein schrägrechter blauer Wellenbalken.“ |
| Wappen von Niederweis | Wappenbegründung: Weiß, als Bestandteil des Ortsnamens, ist die Grundfarbe des Wappenschildes, welches durch das Glevenkreuz der Abtei Echternach in vier Teilflächen getrennt wird. Mit dieser war Niederweis lange Zeit eng verbunden. Etwa 1630 gründete der Abt von Echternach Niederweis und gründete die Herrschaft Niederweis. Damit waren durch Jahrhunderte die Äbte der Abtei St. Willibrord Grund- und Gerichtsherren. Dieser Umstand wird durch die blaue Hand im Wappen gezeigt. Vom Grabstein des 1671 verstorbenen Philippus Christophorus, Cob von Nüdingen, Herr zu Niederweis, wurde auszugsweise ein Symbol, und zwar ein Eichenblatt übernommen, welches auf die langjährige und bedeutende Zeit dieser Familie hinweist. Die Fruchtbarkeit der Muschelkalkböden wird durch eine Ähre dargestellt und versinnbildlicht die traditionelle Landwirtschaft. Den Fluss Nims, an der der Ort liegt, stellt ein schrägrechts liegender blauer Wellenbalken dar. |

## Verkehr
Niederweis hatte einen Bahnhof an der Nims-Sauertalbahn Bitburg-Erdorf – Irrel – Igel. Der Personenverkehr der Strecke wurde im nördlichen Abschnitt, in dem sich Niederweis befand, im Jahre 1969, der Güterverkehr 1988 eingestellt; die Gleisanlagen wurden in den Folgejahren abgerissen. Das Empfangsgebäude war bereits vorher von der Deutschen Bundesbahn verkauft worden. Der Bahnhof befindet sich etwas außerhalb der Ortslage von Niederweis, auf der Gemarkung Alsdorf. Der Bahnhof war für die Bedienung der beiden Ortschaften gedacht. (Ein in den 1950er Jahren für die Gemeinde Alsdorf geplanter Haltepunkt wurde nie realisiert.)

## Sehenswürdigkeiten
- Schloss Niederweis
- Dorfkirche St. Johannes Evangelist

## Persönlichkeiten
- Matthias Zender (1907–1993), Volkskundler
- Albert Endres (1932–2020), Informatiker und Hochschullehrer